# Marianna Agetorp
Marianna Agetorp, född 12 november 1963 i Spjutaretorp i Älmhults kommun, är en svensk författare och föreläsare. Agetorp utbildade sig ursprungligen till socialpedagog och har även studerat vid Bräcke diakonianstalt. Hon är medlem av Sveriges författarförbund. 2007 erhöll hon Wallquistpriset av Smålands Akademi. Agetorp har även deltagit i uppbyggnaden av nätverket Trädgårdsturism Linné.